# 1852
Il 1852 (MDCCCLII in numeri romani) è un anno bisestile del XIX secolo.

## Eventi
- Viene installata nell'isola di Guernsey la prima cassetta postale.
- Norwich, Connecticut - Horace Smith e Daniel Wesson fondano la Smith & Wesson.
- 17 gennaio – Il Regno Unito riconosce l'indipendenza delle colonie boere del Transvaal.
- 17 marzo – Italia: Annibale De Gasparis scopre l'asteroide Psyche dalla cupola nord dell'Osservatorio Astronomico di Capodimonte.
- 11 luglio – Italia: Viene creato il Corpo delle Guardie di Pubblica Sicurezza con la legge 11 luglio 1852, n. 1404.
- 19 settembre – Italia: Annibale De Gasparis scopre l'asteroide 20 Massalia dalla cupola nord dell'Osservatorio Astronomico di Capodimonte.
- 4 novembre – Italia: Camillo Benso, conte di Cavour, diviene per la prima volta Presidente del Consiglio dei ministri attuando il connubio tra la destra e la sinistra.
- 2 dicembre – Francia: Il Presidente della Repubblica Francese Luigi Napoleone Bonaparte diventa imperatore di Francia come Napoleone III.
- 7 dicembre – Esecuzione dei Martiri di Belfiore.

## Nati
Ci sono circa 540 voci su persone nate nel 1852; vedi la pagina Nati nel 1852 per un elenco descrittivo o la categoria Nati nel 1852 per un indice alfabetico.

## Morti
Ci sono circa 240 voci su persone morte nel 1852; vedi la pagina Morti nel 1852 per un elenco descrittivo o la categoria Morti nel 1852 per un indice alfabetico.

## Calendario
| Calendario 1852 | Calendario 1852 | Calendario 1852 | Calendario 1852 | Calendario 1852 | Calendario 1852 | Calendario 1852 | Calendario 1852 | Calendario 1852 | Calendario 1852 | Calendario 1852 | Calendario 1852 | Calendario 1852 | Calendario 1852 | Calendario 1852 | Calendario 1852 | Calendario 1852 | Calendario 1852 | Calendario 1852 | Calendario 1852 | Calendario 1852 | Calendario 1852 | Calendario 1852 | Calendario 1852 | Calendario 1852 | Calendario 1852 | Calendario 1852 | Calendario 1852 | Calendario 1852 | Calendario 1852 | Calendario 1852 | Calendario 1852 | Calendario 1852 |
| --------------- | --------------- | --------------- | --------------- | --------------- | --------------- | --------------- | --------------- | --------------- | --------------- | --------------- | --------------- | --------------- | --------------- | --------------- | --------------- | --------------- | --------------- | --------------- | --------------- | --------------- | --------------- | --------------- | --------------- | --------------- | --------------- | --------------- | --------------- | --------------- | --------------- | --------------- | --------------- | --------------- |
|                 | 1               | 2               | 3               | 4               | 5               | 6               | 7               | 8               | 9               | 10              | 11              | 12              | 13              | 14              | 15              | 16              | 17              | 18              | 19              | 20              | 21              | 22              | 23              | 24              | 25              | 26              | 27              | 28              | 29              | 30              | 31              |                 |
| Gennaio         | Gi              | Ve              | Sa              | Do              | Lu              | Ma              | Me              | Gi              | Ve              | Sa              | Do              | Lu              | Ma              | Me              | Gi              | Ve              | Sa              | Do              | Lu              | Ma              | Me              | Gi              | Ve              | Sa              | Do              | Lu              | Ma              | Me              | Gi              | Ve              | Sa              |                 |
| Febbraio        | Do              | Lu              | Ma              | Me              | Gi              | Ve              | Sa              | Do              | Lu              | Ma              | Me              | Gi              | Ve              | Sa              | Do              | Lu              | Ma              | Me              | Gi              | Ve              | Sa              | Do              | Lu              | Ma              | Me              | Gi              | Ve              | Sa              | Do              |                 |                 |                 |
| Marzo           | Lu              | Ma              | Me              | Gi              | Ve              | Sa              | Do              | Lu              | Ma              | Me              | Gi              | Ve              | Sa              | Do              | Lu              | Ma              | Me              | Gi              | Ve              | Sa              | Do              | Lu              | Ma              | Me              | Gi              | Ve              | Sa              | Do              | Lu              | Ma              | Me              |                 |
| Aprile          | Gi              | Ve              | Sa              | Do              | Lu              | Ma              | Me              | Gi              | Ve              | Sa              | Do              | Lu              | Ma              | Me              | Gi              | Ve              | Sa              | Do              | Lu              | Ma              | Me              | Gi              | Ve              | Sa              | Do              | Lu              | Ma              | Me              | Gi              | Ve              |                 |                 |
| Maggio          | Sa              | Do              | Lu              | Ma              | Me              | Gi              | Ve              | Sa              | Do              | Lu              | Ma              | Me              | Gi              | Ve              | Sa              | Do              | Lu              | Ma              | Me              | Gi              | Ve              | Sa              | Do              | Lu              | Ma              | Me              | Gi              | Ve              | Sa              | Do              | Lu              |                 |
| Giugno          | Ma              | Me              | Gi              | Ve              | Sa              | Do              | Lu              | Ma              | Me              | Gi              | Ve              | Sa              | Do              | Lu              | Ma              | Me              | Gi              | Ve              | Sa              | Do              | Lu              | Ma              | Me              | Gi              | Ve              | Sa              | Do              | Lu              | Ma              | Me              |                 |                 |
| Luglio          | Gi              | Ve              | Sa              | Do              | Lu              | Ma              | Me              | Gi              | Ve              | Sa              | Do              | Lu              | Ma              | Me              | Gi              | Ve              | Sa              | Do              | Lu              | Ma              | Me              | Gi              | Ve              | Sa              | Do              | Lu              | Ma              | Me              | Gi              | Ve              | Sa              |                 |
| Agosto          | Do              | Lu              | Ma              | Me              | Gi              | Ve              | Sa              | Do              | Lu              | Ma              | Me              | Gi              | Ve              | Sa              | Do              | Lu              | Ma              | Me              | Gi              | Ve              | Sa              | Do              | Lu              | Ma              | Me              | Gi              | Ve              | Sa              | Do              | Lu              | Ma              |                 |
| Settembre       | Me              | Gi              | Ve              | Sa              | Do              | Lu              | Ma              | Me              | Gi              | Ve              | Sa              | Do              | Lu              | Ma              | Me              | Gi              | Ve              | Sa              | Do              | Lu              | Ma              | Me              | Gi              | Ve              | Sa              | Do              | Lu              | Ma              | Me              | Gi              |                 |                 |
| Ottobre         | Ve              | Sa              | Do              | Lu              | Ma              | Me              | Gi              | Ve              | Sa              | Do              | Lu              | Ma              | Me              | Gi              | Ve              | Sa              | Do              | Lu              | Ma              | Me              | Gi              | Ve              | Sa              | Do              | Lu              | Ma              | Me              | Gi              | Ve              | Sa              | Do              |                 |
| Novembre        | Lu              | Ma              | Me              | Gi              | Ve              | Sa              | Do              | Lu              | Ma              | Me              | Gi              | Ve              | Sa              | Do              | Lu              | Ma              | Me              | Gi              | Ve              | Sa              | Do              | Lu              | Ma              | Me              | Gi              | Ve              | Sa              | Do              | Lu              | Ma              |                 |                 |
| Dicembre        | Me              | Gi              | Ve              | Sa              | Do              | Lu              | Ma              | Me              | Gi              | Ve              | Sa              | Do              | Lu              | Ma              | Me              | Gi              | Ve              | Sa              | Do              | Lu              | Ma              | Me              | Gi              | Ve              | Sa              | Do              | Lu              | Ma              | Me              | Gi              | Ve              |                 |